# Suessionen

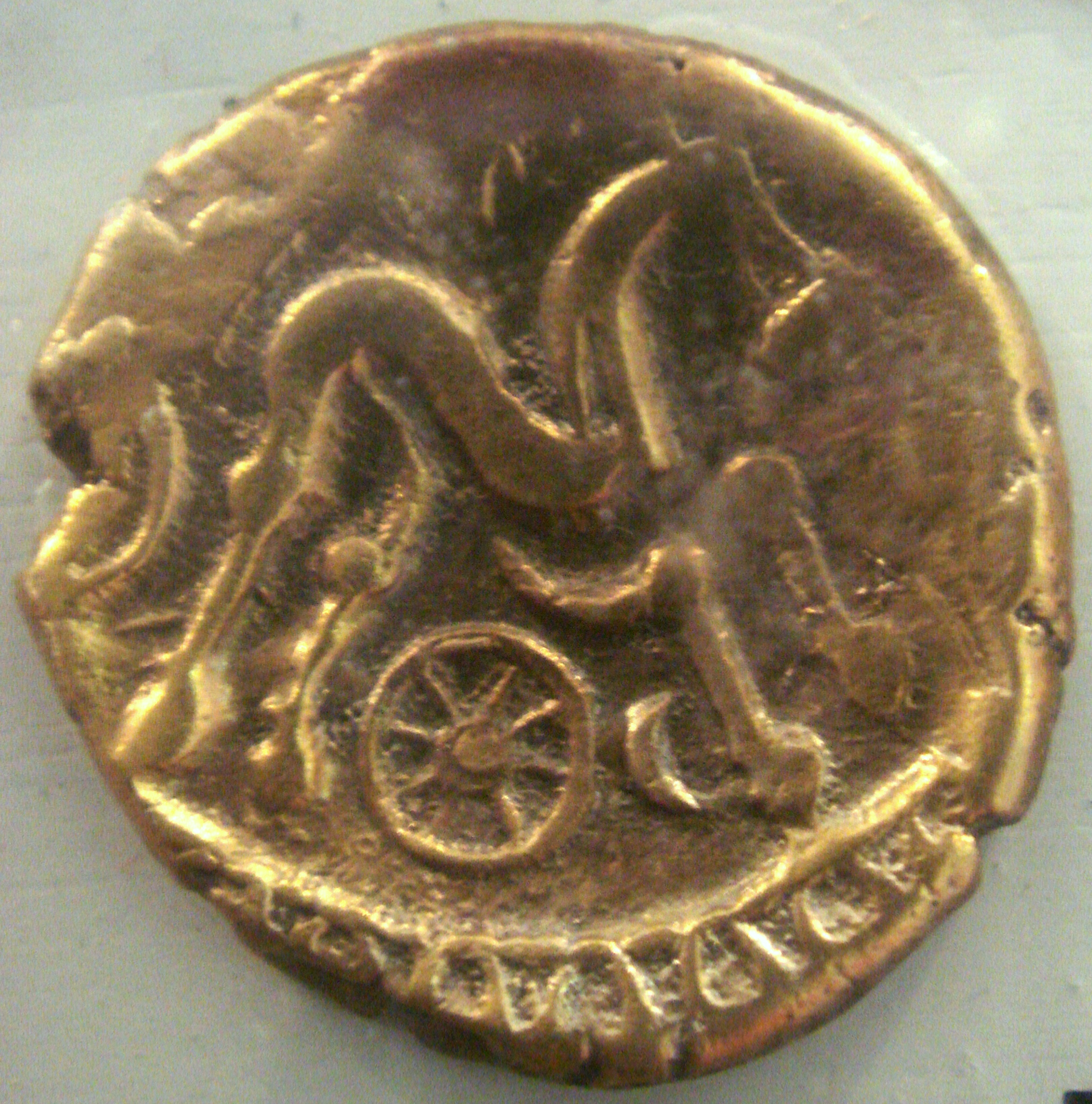
Münze der Suessionen.

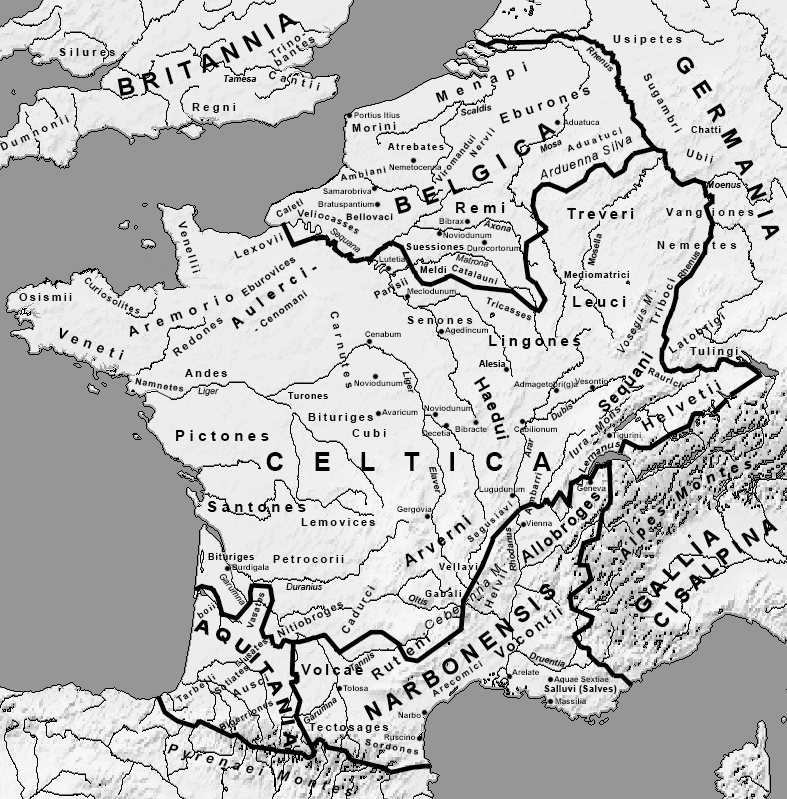
Gallien zur Zeit Caesars (58 v. u. Z.).

Die Suessionen (lateinisch Suessiones) waren ein bei der nach ihnen benannten Stadt Augusta Suessionum (heute Soissons) siedelnder belgischer Volksstamm im Norden Galliens.

## Geschichte
Gaius Iulius Caesar zufolge, der in seinem Werk de bello Gallico im Rahmen seiner Beschreibung des Gallischen Krieges eine kurze Charakterisierung der Suessionen gibt, war das Gebiet dieses keltischen Stammes besonders fruchtbar. Weiter schreibt er, dass die Suessionen um 80 v. Chr. unter ihrem König Diviciacus einer der mächtigsten Gallierstämme gewesen seien und sich ihr Gebiet bis in den Südosten Britanniens ausgedehnt habe. Zu Caesars Zeiten siedelten sie in zwölf Städten und standen unter der Herrschaft des Königs Galba, der auch den benachbarten Stamm der Remer beherrschte. Sie kämpften im Verbund mit anderen belgischen Stämmen gegen die Römer, wurden jedoch unterworfen. Caesar unterstellte sie der Herrschaft der Remer. Später wurde die civitas der Suessionen in die römische Provinz Belgica eingegliedert.